# Cerkiew św. Olgi w Kaplonosach
Cerkiew pod wezwaniem św. Olgi – prawosławna cerkiew filialna w Kaplonosach. Należy do parafii Podwyższenia Krzyża Pańskiego w Horostycie, w dekanacie Chełm diecezji lubelsko-chełmskiej Polskiego Autokefalicznego Kościoła Prawosławnego.

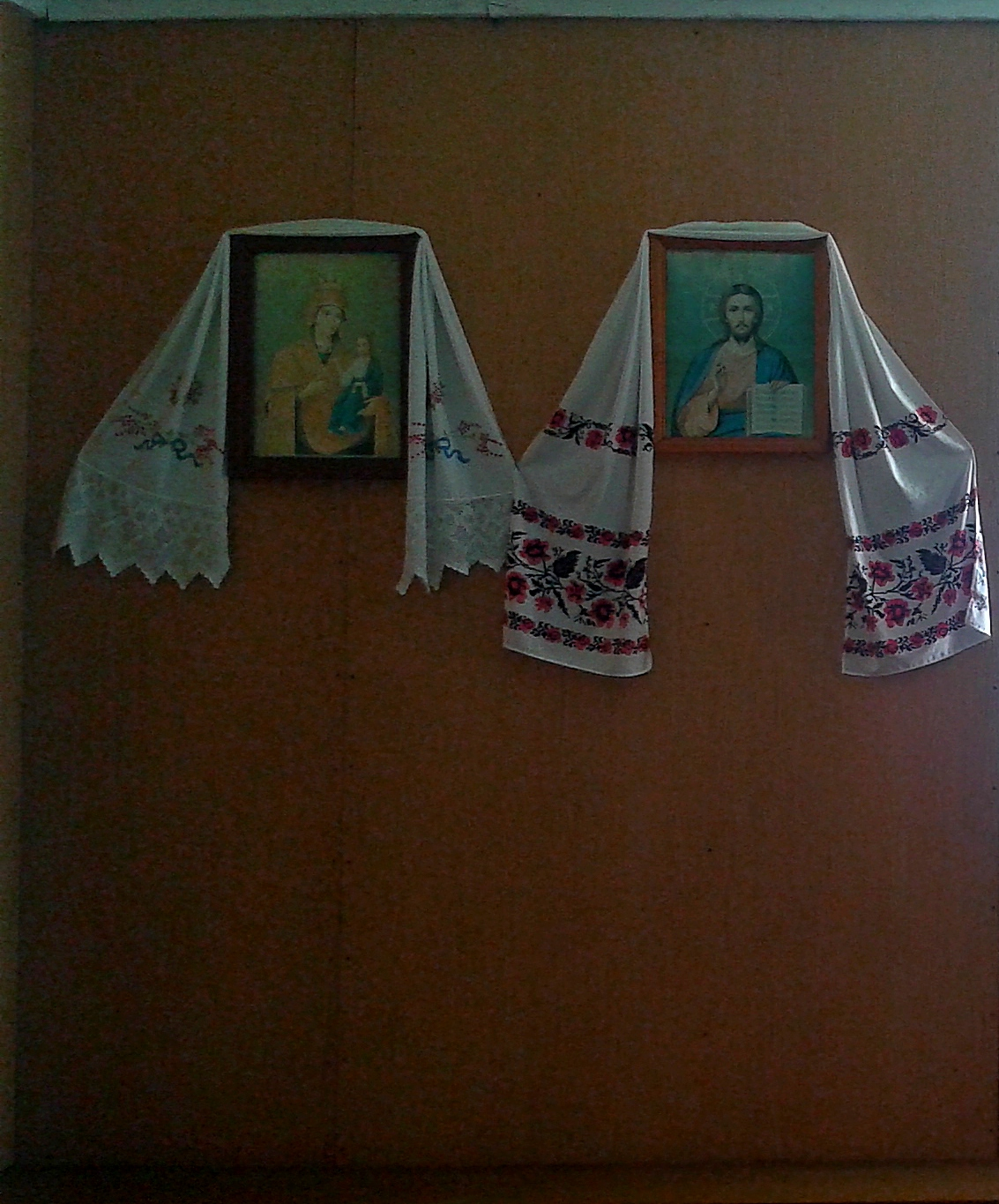
Ikony wewnątrz cerkwi

Cerkiew znajduje się w południowej części wsi, na cmentarzu prawosławnym. Budowla drewniana, odrestaurowana w 1984 r.